# Хорнер, Джо
Джозеф Уолтер Хорнер (англ. Joseph Walter Hoerner; 12 ноября 1936, Дубьюк, Айова — 4 октября 1996, Херманн, Миссури) — американский бейсболист, питчер. Выступал за ряд клубов Главной лиги бейсбола с 1963 по 1977 год. Победитель Мировой серии 1967 года в составе «Сент-Луис Кардиналс». Участник Матча всех звёзд лиги 1970 года.

## Биография

### Ранние годы
Джозеф Хорнер родился 12 ноября 1936 года в Дубьюке в штате Айова. Он был вторым из трёх сыновей в семье. Его отец Уолтер Хорнер был фермером и помощником шерифа в деревне Ки-Уэст. Мать Глэдис Мэри была домохозяйкой. Семья была спортивной: другие сыновья, Боб и Джим, играли в бейсбол, хотя и не достигли уровня Главной лиги, а кузены Дик Хорнер и Майк Рейли были игроками НФЛ.
В школьной команде Хорнер начинал играть аутфилдером, но тренер Джеймс Нора перевёл его на позицию питчера. Во время учёбы в старшей школе он попал в автомобильную аварию, получив тяжёлые травмы плеча и рёбер, позднее повлиявшие на его спортивную карьеру. В 1954 году в составе команды школы Хорнер стал победителем чемпионата штата, одержав победы в четвертьфинале и полуфинале плей-офф.
После выпуска Хорнер не стал поступать в колледж. Он устроился на работу в универмаг Sears и играл в бейсбол на полупрофессиональном уровне. В 1956 году его игра заинтересовала скаутов клуба «Чикаго Уайт Сокс». По их просьбе Хорнер сыграл за команду из Дайерсвилла против фарм-клуба «Чикаго» «Уотерлу Уайт Хокс» и провёл показательную тренировку. Перед началом сезона 1957 года ему предложили контракт игрока младшей лиги.

### Начало карьеры
На профессиональном уровне Хорнер дебютировал в составе клуба «Дулут-Супириор Дьюкс». За сезон он одержал шестнадцать побед при пяти поражениях и был признан лучшим новичком Северной лиги. В одной из игр вместе с питчером Элом Маккинни они сыграли комбинированный ноу-хиттер. В феврале 1958 года Хорнер женился на школьной подруге Дарлин Науманн. Через неделю после свадьбы он был вызван на предсезонные сборы основного состава «Уайт Сокс» во Флориде.
Сезон 1958 года он провёл в команде «Давенпорт Давсокс» в лиге уровня B. Во время одной из игр Хорнер начал задыхаться и потерял сознание прямо на поле. Он пришёл в себя через несколько часов и вскоре вернулся в состав команды. Подобные приступы случались с ним неоднократно. В 1959 году он смог провести на поле только 28 иннингов, большую часть времени проходя различные обследования. Высказывалась версия, что причиной их могло стать пережатие артерии во время бросков. После этого Хорнер попробовал изменить механику подачи, начав бросать «сайдарм», при котором рука и мяч двигаются в основном в горизонтальной, а не вертикальной плоскости.
В фарм-системе «Уайт Сокс» Хорнер играл до конца сезона 1961 года. Затем, во время драфта расширения лиги, он был выбран клубом «Хьюстон Кольт 45». В новой команде у него не появилось возможности себя проявить. Несколько лет он выступал за команды различных уровней фарм-системы, зимой играл в Пуэрто-Рико, где в 1964 году установил рекорд лиги по показателю ERA. В Главной лиге бейсбола Хорнер дебютировал в сентябре 1963 года. За два сезона он сыграл за «Кольт 45» только в четырнадцати матчах. После одной из игр чемпионата 1964 года журнал Sporting News раскритиковал его за использование запрещённой в лиге подачи «спитбол». История закончилась переводом Хорнера в запас. Весь сезон 1965 года он провёл в младших лигах.
Главной трудностью для его семьи на этом этапе карьеры стали постоянные переезды между городами, где базировались клубы младших лиг. До того момента, как Хорнер сумел закрепиться в Главной лиге бейсбола, они больше трёх десятков раз меняли место жительства. При этом в 1964 году у них было уже трое детей.

### Сент-Луис Кардиналс
Поворот в карьере Хорнера произошёл в конце 1965 года, когда во время драфта по правилу №5 он был выбран клубом «Сент-Луис Кардиналс». На сборах весной 1966 года он выглядел слабо, но главный тренер Ред Шондинст дал ему шанс показать себя в роли реливера. Чемпионат Хорнер завершил с пятью победами и одним поражением, он сделал 13 сейвов, а его показатель пропускаемости 1,54 стал лучшим в команде. Вне поля он показал себя как любитель розыгрышей. Он катался на ленте для багажа в аэропорту, пугал партнёров ударами биты по стулу, сумел отбить мяч в закрытую крышу стадиона «Астродом» в Хьюстоне, хотя авторы проекта утверждали, что это невозможно, и разбил стекло в одной лож «Доджер-стэдиум» в Лос-Анджелесе.
В чемпионате 1967 года он сделал 15 сейвов, выиграв и проиграв по четыре матча. «Кардиналс» стали победителями Национальной лиги и вышли в Мировую серию, где обыграли «Бостон Ред Сокс» 4:3. Во второй игре финала Хорнер пропустил трёхочковый хоум-ран от Карла Ястремски. В других матчах он тоже играл неудачно, его показатель ERA по итогам серии составил 40,50. Во время празднования победы в серии в руках у Хорнера взорвалась бутылка шампанского, результатом чего стал разрыв сухожилия на среднем пальце левой руки.
В межсезонье он сумел восстановиться после травмы, а затем провёл лучший чемпионат в своей карьере. Хорнер одержал восемь побед, сделал 17 сейвов, его пропускаемость составила 1,47. Он установил рекорд Национальной лиги по числу страйкаутов подряд для реливеров. «Кардиналс» второй год подряд вышли в Мировую серию, где проиграли «Детройту» в семи матчах. В третьей игре финала Хорнер сделал сейв, а в пятой потерпел поражение. После окончания сезона он участвовал в турне Кардиналс по Японии. Вернувшись, он и шортстоп Дел Максвилл открыли своё туристическое агентство. Тогда же Хорнер и его супруга приняли решение приобрести постоянное жильё в Сент-Луисе.
Сезон 1969 года стал для него последним в составе «Кардиналс». Он сделал 15 сейвов при неплохой пропускаемости 2,87, но в октябре клуб провёл крупный обмен с «Филадельфией». Хорнер вошёл в число четырёх игроков, отданных «Филлис» за Джерри Джонсона, Дика Аллена и Куки Рохаса.

### Заключительный этап карьеры
В регулярном чемпионате 1970 года Хорнер одержал девять побед при пяти поражениях, сделав девять сейвов. В выездной игре в Сент-Луисе с ним снова случился приступ, но кардиограмма не показала никаких отклонений и он быстро вернулся к играм. В этом же году он единственный раз в карьере вошёл в число участников Матчах всех звёзд лиги. В Филадельфии он играл до лета 1972 года, когда его неожиданно обменяли в «Атланту».
К тому моменту Хорнеру было уже 35 лет и его эффективность начала снижаться. В 1973 году его продали в «Канзас-Сити Роялс», затем он ненадолго вернулся в «Филлис». В 1976 году он сделал восемь сейвов в составе «Техас Рейнджерс», хотя показатель ERA вырос до 5,14. Заключительным сезон в карьере Хорнер провёл в «Цинциннати Редс», где был играющим тренером. В своей последней игре он был удалён с поля за драку с шортстопом «Питтсбурга» Фрэнком Таверасом.

### После бейсбола
Закончив играть, Хорнер сосредоточился на деятельности компании Cardinal Travel, где он занимал пост вице-президента. Кроме этого, он занимался организацией благотворительных турниров по гольфу, оказывал поддержку женской благотворительной организации «Сент-Луис Пинч-хиттерс». В течение девятнадцати лет он помогал в сборе средств для Мэривиллского университета и консультировал его спортивный департамент. Позднее в университете была учреждена стипендия имени Хорнера.
Летом 1984 года Хорнер и члены его семьи попали в аварию на озере Озарк. В темноте их катер столкнулся с другим, находившимся без движения и опознавательных огней. Погибло два человека, ещё несколько получили ранения, а сам Хорнер едва не утонул. Вскоре после этого власти предъявили ему обвинения в неосторожном управлении моторной лодкой, но суд присяжных оправдал Хорнера.
Джо Хорнер трагически погиб 4 октября 1996 года в Херманне в штате Миссури. Он работал на ферме у своего друга и каким-то образом оказался зажат между трактором и стволом дерева.